# Schlupfwarzen

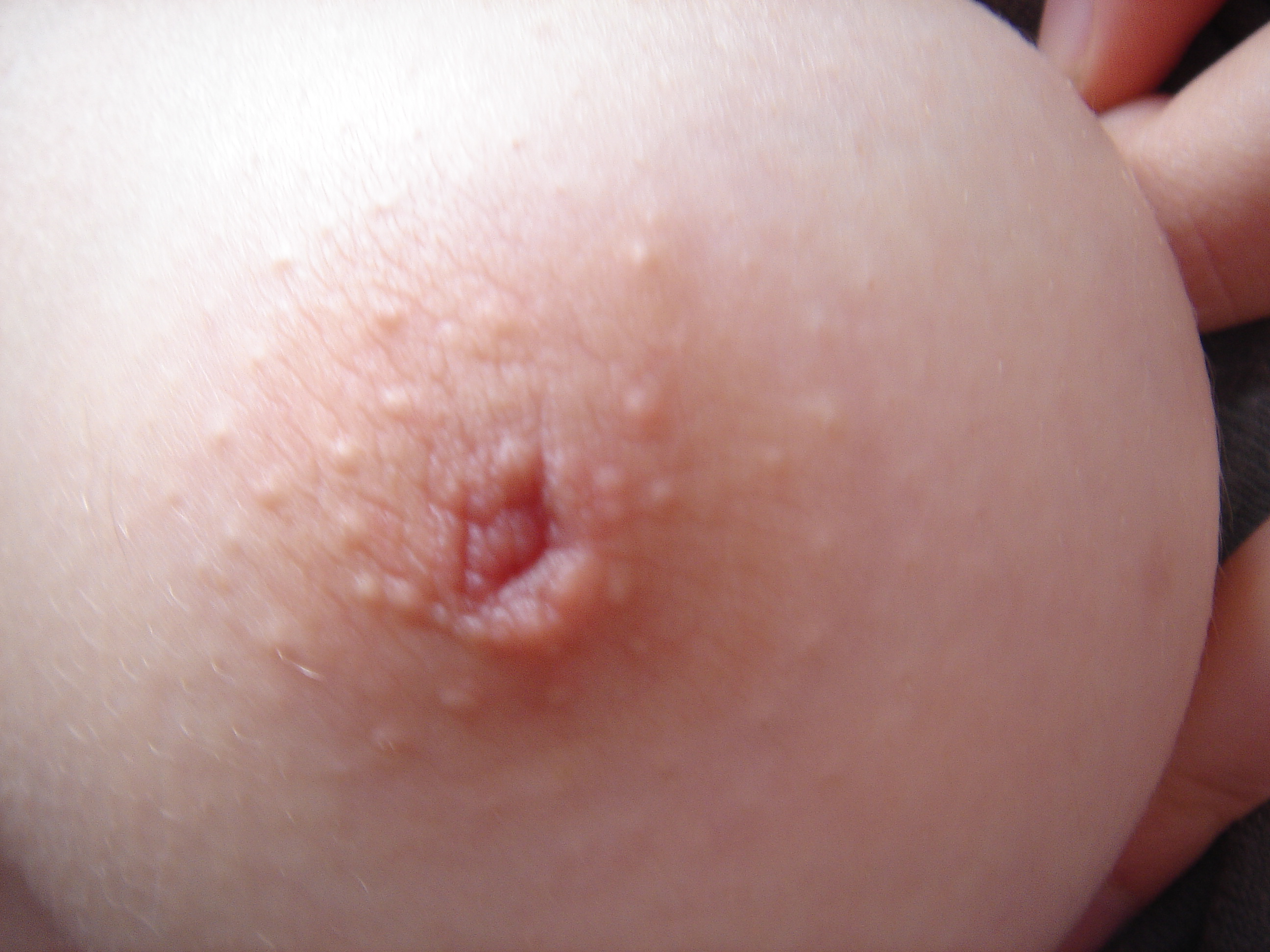
Eine nach innen gerichtete Brustwarze, sogenannte Schlupfwarze

Unter Schlupfwarzen (Schlupfbrustwarzen; auch Hohlwarzen oder Mamilleninversion) versteht man Brustwarzen (Mamille, Papilla mammae), welche dauerhaft oder zeitweise nach innen gerichtet sind. Dies kann für eine oder auch für beide Brustwarzen gelten. Je nachdem, ob die Vertiefung der Hohlwarze offen oder geschlossen ist, spricht man von der Papilla circumvallata aperta beziehungsweise von der Papilla circumvallata obtecta.

## Entstehung
Schlupfwarzen entstehen durch verkürzte Milchgänge, die die Brustwarze nach innen ziehen, oder durch invertierende Prozesse wie Entzündungen, Präkanzerosen und Mammakarzinome. Üblich ist eine Einteilung in drei Schweregrade. Häufig handelt es sich um eine Fehlbildung von Geburt an. Infolge von hormonellen Erkrankungen kann es auch vereinzelt zu Schlupfwarzen kommen.

## Mögliche Probleme
Schlupfwarzen sind mit keinen medizinischen Komplikationen verbunden. Sie können beim Stillen Probleme bereiten, wenn sich die Warzen nicht aufrichten und dem Säugling die Nahrungsaufnahme erschwert wird. Sollte das Stillen durch die Schlupfwarzen nicht möglich sein, kann die Muttermilch mittels elektrischer Milchpumpe abgepumpt und dem Säugling durch die Babyflasche gegeben werden.
Verändert sich eine bisher nach außen gerichtete Brustwarze dahingehend, dass sie dauerhaft nach innen gerichtet ist („Einziehung“), so kann dies ein Hinweis auf das Vorliegen eines Mammakarzinoms sein und gibt meist Anlass zu weiteren Untersuchungen.

## Korrektur

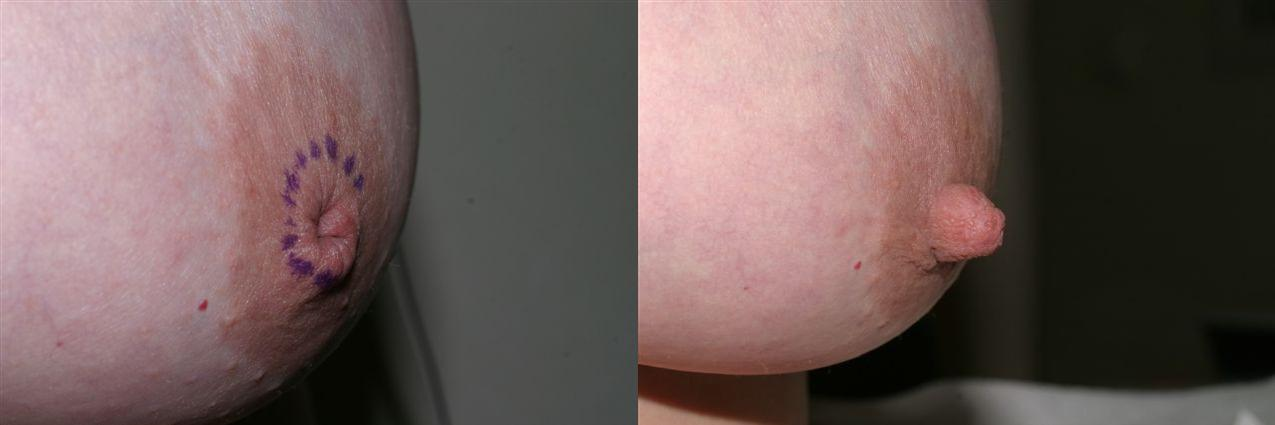
Schlupfwarze: vor und nach einer Korrektur

Korrektur von Schlupfwarzen durch ein Brustwarzenpiercing

Verschiedene Verfahren ermöglichen eine temporäre oder auch dauerhafte Korrektur von Schlupfwarzen. Temporäre Verfahren dienen der Erleichterung des Stillvorgangs und führen meist durch Unterdruck eine zeitweilige Ausstülpung herbei. Dauerhafte Verfahren erfolgen durch einen kleinen operativen Eingriff und dienen primär kosmetisch-ästhetischen Zwecken.

### Temporäre Verfahren zur Erleichterung des Stillens
Speziell für diesen Zweck wurden kleine Pumpen entwickelt, die durch einen Unterdruck ein Aufrichten der Brustwarze erleichtern. Dafür gibt es sogenannte Nipletten, kleine Plastikhütchen, die auf die Brustwarze gesetzt werden. Mittels einer Spritze wird die Luft aus dem Hütchen und so die Brustwarze in das Hütchen gesaugt. Der Umgebungsdruck drückt die Saughütchen auf die Brustwarzen und die Brustwarzen in die Hütchen. Trägt man diese Hütchen mehrere Stunden am Tag über einige Wochen hinweg (sowohl in als auch vor der Schwangerschaft), können Hohlwarzen oftmals verbessert werden.
Eine andere Methode, um die Brustwarze hervorzuholen, sind sogenannte Brustschilde, die ähnlich funktionieren. Beide Methoden wirken auf die Weise, dass die verkürzten Milchgänge gedehnt werden und die Brustwarze sich dann aufstellen kann. Flachwarzen lassen sich durch diese Methoden auch vorsorglich verbessern, wobei dies aber oft nicht nötig ist.

### Dauerhafte Korrektur
Eine einfache, minimal-invasive Methode zur dauerhaften Korrektur von Schlupfwarzen besteht im Anbringen eines Brustwarzenpiercings. Durch eine spezielle Konstruktion kann das Piercing so abheilen, dass die Brustwarze – auch nach Entfernen des Schmucks – dauerhaft nach außen gerichtet ist.